# Стара (Івановська область)
Стара (рос. Старая) — присілок в Верхнєландеховському районі Івановської області Російської Федерації.
Населення становить 4 особи. Входить до складу муніципального утворення Верхнєландеховське міське поселення.

## Історія
Від 2005 року входить до складу муніципального утворення Верхнєландеховське міське поселення.

## Населення
| 1859 | 1905 | 2010 |
| ---- | ---- | ---- |
| 150  | ↘140 | ↘4   |